# Dragon Models Limited
Dragon Models Limited (Dragon of DML) is een Hongkongs fabrikant van plastic modellen en militaire actiefiguren. Het bedrijf werd opgericht in 1987 en heeft een distributieovereenkomst met Revell, Italeri en Hasegawa.

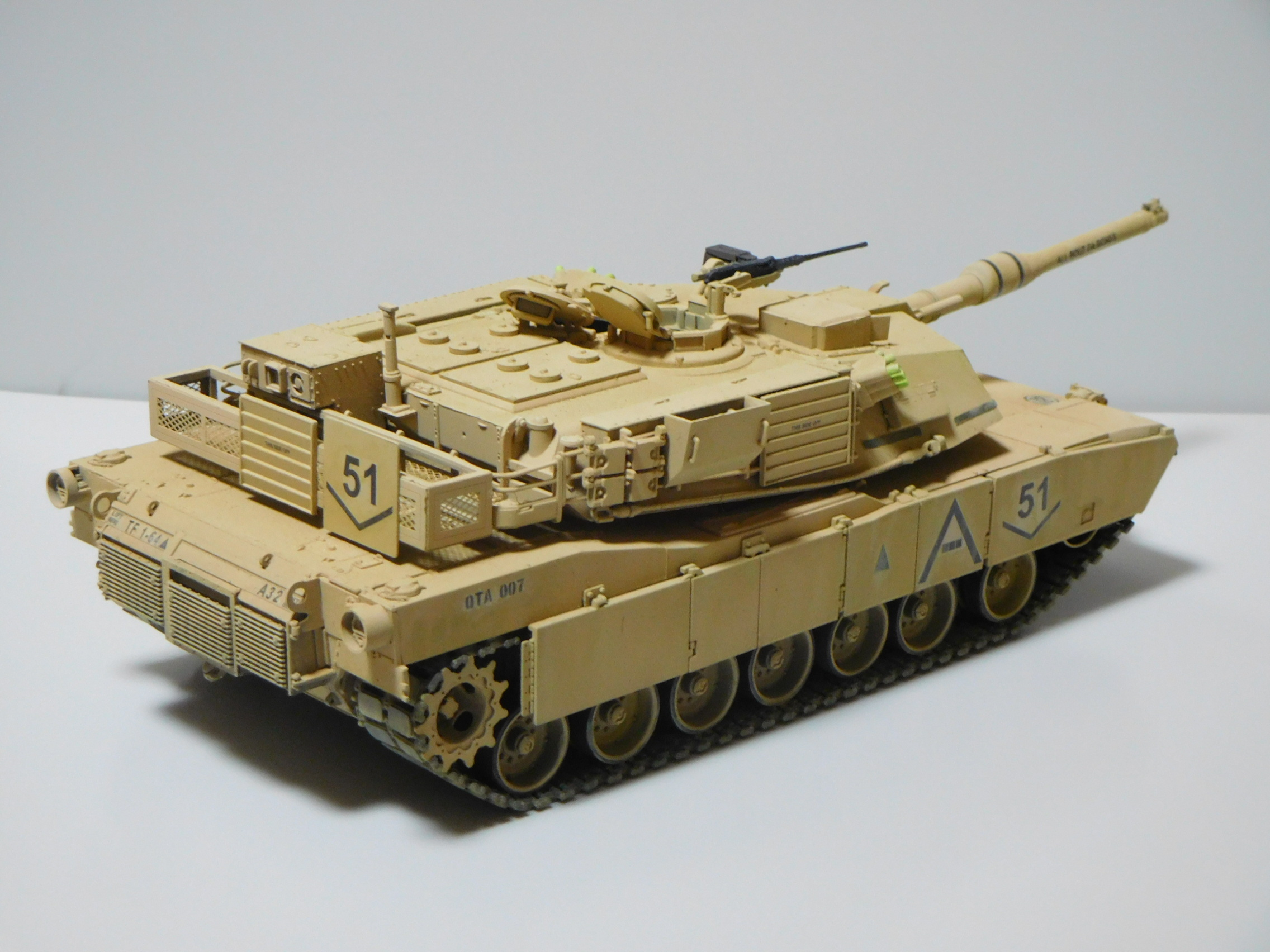
M1A1 tank, schaal 1:35

## Geschiedenis
In 1987 startte Dragon als dochteronderneming van Universal Models Limited voor het fabriceren van plastic modelbouwdozen. In die tijd richtte Dragon zich uitsluitend op militaire voertuigen. Sinds de oprichting heeft het bedrijf meer dan 1000 producten uitgebracht.
In 1997 werden ook andere modellen uitgebracht zoals passagiersvliegtuigen. In 1999 kwamen er actiefiguren van schaal 1:6.
Door het succes van de Dragon Wings kwam het bedrijf in 2002 met een jachtvliegtuig die bestaat uit modellen uit de Tweede Wereldoorlog en tegenwoordige exemplaren. In 2003 kwam hier een serie tanks bij van schaal 1:72.
Dragon staat erom bekend dat hun bouwdozen bestaan uit het meeste aantal onderdelen.

## Modellen
De modelseries lopen van verschillende militaire figuren, (jacht)vliegtuigen, tanks en 
gegoten plastic figuren. Schalen variëren van 1:400 tot 1:6.